# Laura Galindo
Laura Galindo M. (Bogotá, 10 de agosto de 1987) es una pianista y periodista cultural colombiana, tres veces ganadora del Premio Simón Bolívar de Periodismo. Es directora de la emisora Señal Clásica en la Radio Nacional de Colombia y presentadora y editora de la sección de cultura de RTVC Noticias, ambos asociados al Sistema de Medios públicos colombianos. Es la creadora de las series digitales Un cuento para contar, Consultorio Señal Clásica y Cantar con la boca llena, esta última junto a la también periodista Carmen Mandinga.

## Reseña biográfica
Comenzó sus estudios de piano a los 8 años de edad y tras graduarse del colegio, continuó sus estudios en música en la Universidad Javeriana de Bogotá. Posteriormente hizo estudios de maestría en la Universidad Eafit, de Medellín, bajo la tutoría de la maestra Blanca Uribe. Dos años más tarde, estudió periodismo en la Universidad de Los Andes. Desde entonces, se desempeña como periodista cultural y musical. 
Desde el 2016, es parte de la Radio Nacional de Colombia y dirige la emisora asociada Señal Clásica. En el año 2018 fue ganadora del Premio Simón Bolívar de Periodismo, en la categoría de crítica radial, con el podcast La cucharita: un relato policial, escrito y dirigido por el Jefe Musical de la Radio Nacional, Jaime Andrés Monsalve. Al año siguiente, recibió el mismo reconocimiento en la categoría de crítica para televisión con la serie Un cuento para contar, creada, escrita y presentada por ella.
En el 2019 viajó a Estados Unidos para estudiar una maestría en escrituras creativas en la Universidad de Nueva York - NYU-, y tras desatarse la pandemia de Coronavirus regresó a Colombia. Es editora y presentadora de la sección cultural de RTVC Noticias, noticiero diario que se emite por el canal Señal Colombia.

## Distinciones
- Premio Simón Bolívar, categoría Crítica Radial, 2018
- Premio Simón Bolívar, categoría Crítica en televisión, 2019.[5]
- Premio Simón Bolívar, categoría Crítica en imagen, 2023.
- Premios India Catalina, nominada a Mejor presentadora de entretenimiento, 2022.
- Premios India Catalina, nominada a Mejor presentadora de entretenimiento, 2023.